# L'Anarchie chez Guignol
Pour plus de détails, voir Fiche technique et Distribution.
L'Anarchie chez Guignol est un film muet de Georges Méliès sorti en 1906.

## Synopsis
Des enfants assistent au spectacle de Guignol. La bastonnade commence et voilà que dans leur élan, les marionnettes tombent sur le sol, deviennent des petits personnages qui se poursuivent et se frappent dans la foule. Le directeur intervient pour tenter de les raisonner.

## Fiche technique
- Titre : L'Anarchie chez guignol
- Réalisation : Georges Méliès
- Date de sortie : France : 1906

## Autour du film
Il subsiste un fragment du film durant 20 secondes.